# Муж (приток Кубены)

Муж (Муш) — река в России, протекает в Вожегодском районе Вологодской области. Устье реки находится в 218 км по левому берегу реки Кубена. Длина реки составляет 23 км.
Муж берёт исток на Верхневажской возвышенности рядом с деревней Заозерье (Сельское поселение Нижнеслободское) в 15 км к северо-востоку от посёлка Ючка.
Река течёт на юг, крупных притоков нет. В среднем течении на правом берегу стоит центр Нижнеслободского поселения Деревенька и примыкающие к ней деревни Черновская, Федюнинская и Холдынка, а также деревни Карповская (правый берег); Юрковская и Окуловская (левый берег).
Муж впадает в Кубену двумя километрами ниже деревни Хмелевская.

## Данные водного реестра
По данным государственного водного реестра России относится к Двинско-Печорскому бассейновому округу, водохозяйственный участок реки — озеро Кубенское и реки Сухона от истока до Кубенского гидроузла, речной подбассейн реки — Сухона. Речной бассейн реки — Северная Двина.
По данным геоинформационной системы водохозяйственного районирования территории РФ, подготовленной Федеральным агентством водных ресурсов:
- Код водного объекта в государственном водном реестре — 03020100112103000005443
- Код по гидрологической изученности (ГИ) — 103000544
- Код бассейна — 03.02.01.001
- Номер тома по ГИ — 03
- Выпуск по ГИ — 0